# La Virgen Cabeza
La Virgen Cabeza es la primera novela de la escritora argentina Gabriela Cabezón Cámara, publicada en 2009 por la editorial Eterna Cadencia. La trama cuenta la historia de Cleopatra, una travesti que es venerada como santa en una villa miseria de Buenos Aires luego de que empieza a comunicarse con la Virgen María, y su relación amorosa con una periodista de un medio amarillista llamada Qüity. Entre los temas que explora la obra se cuentan la religiosidad popular, la marginalidad, la corrupción política, la violencia y la diversidad sexual; varios de los cuales volverían a ser tratados por la autora en obras posteriores.
La novela fue bien recibida por la crítica al momento de su publicación y ayudó a posicionar la figura de Cabezón Cámara en el panorama literario latinoamericano.

## Argumento

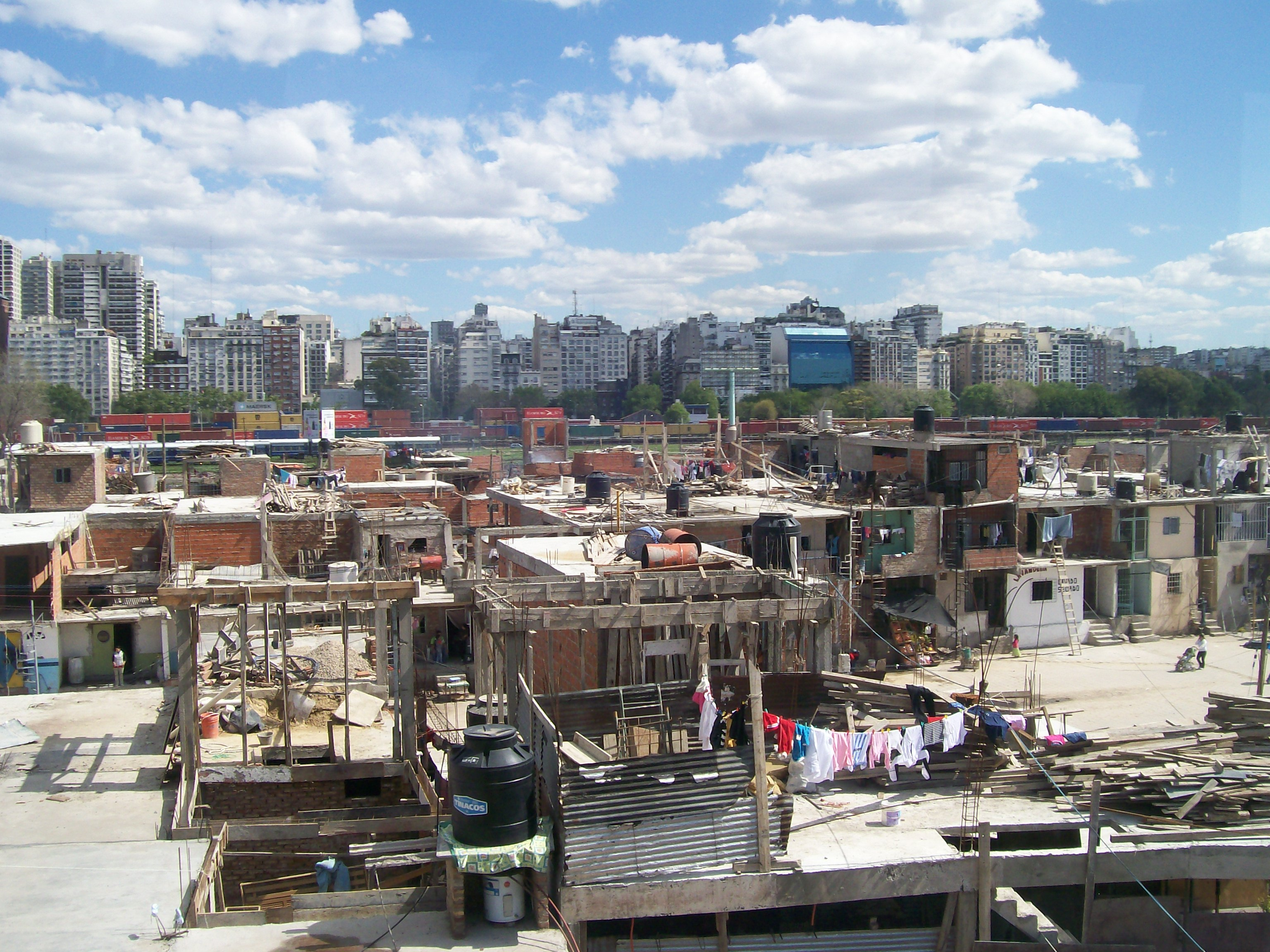
La trama se desarrolla en una villa miseria de Buenos Aires.

Qüity es una periodista en busca de una buena historia que le permita ganar una subvención para retomar sus estudios de literatura. Pronto decide tomar como sujeto del artículo al barrio marginal llamado El Poso y a su peculiar líder, una travesti conocida como la hermana Cleopatra que solía trabajar como prostituta y que ahora era venerada como santa en la comunidad. Según se contaba, una noche en que Cleopatra fue víctima de una paliza y una violación grupal en una estación de policías, escuchó la voz de la Virgen María, quien luego limpió su ropa, sanó sus heridas y le dejó una taza de té con un cruasán. Al ver lo ocurrido, sus agresores se arrepintieron y empezaron a prodigar el milagro, lo que inició su ascenso como guía espiritual del barrio. Los habitantes pronto construyeron una imagen de cemento de la Virgen para venerar, que pasó a ser conocida como la Virgen Cabeza.
Durante su tiempo en El Poso, Qüity presencia de primera mano los intentos de Cleopatra por encaminar al barrio, entre ellos la construcción de un estanque en el que ubican carpas que roban de un barrio de élite y que pronto les trae fama en toda la ciudad por el éxito con que se reproducen, hecho que celebran en fiestas llenas de drogas, alcohol y cumbia. También presencia varios de los milagros que realiza Cleopatra luego de hablar con la Virgen de cemento y sus intentos para que los jóvenes del barrio dejen las drogas y los robos y se cuiden de las enfermedades venéreas, así como los abusos que muchos sufren a manos de la mafia y las autoridades corruptas.
Un día la policía les da una orden de desalojo, pues en el barrio se planeaba construir un club privado de lujo, pero la mayoría se niega a marcharse. Ante la inminencia del desalojo los habitantes preparan la defensa, a pesar de los intentos de Cleopatra de calmar las cosas. Sin embargo, el desalojo resulta mucho más brutal de lo que todos imaginaban: la policía llega con vehículos blindados e inician una masacre que deja 183 fallecidos. Qüity se había marchado horas antes por un trámite en el trabajo, por lo que logra salvarse. Cleopatra presencia de primera mano los asesinatos y se convierte en una de las pocas personas en sobrevivir.
Tiempo después llega al departamento de Qüity junto con la cabeza de la Virgen de cemento de El Poso, único vestigio que logró salvar. Con el pasar de los días Qüity y Cleopatra se dan cuenta de lo que sienten la una por la otra y empiezan una relación amorosa, lo que lleva a Cleo a declararse lesbiana. Posteriormente, ante el miedo de que la policía las buscara, escapan a Miami, donde crean una ópera cumbia con el título La Virgen Cabeza basada en los hechos transcurridos en El Poso y que se convierte en un éxito absoluto. Cleopatra se siente inspirada y viaja a Cuba a predicar la palabra de la Virgen. Cuando Qüity se entera, decide ir tras ella para traerla de regreso e impedir que malgaste la fortuna de ambas, decidida a enjuiciarla o mandarla a deportar de ser necesario.

## Personajes principales
- Cleopatra: conocida como la hermana Cleo, es una travesti que afirma comunicarse con la Virgen María y que es venerada por los habitantes de El Poso, una villa miseria del norte de Buenos Aires.[16] Durante su infancia, cuando aún usaba el nombre de Carlos Guillermo, soñaba con ser vedette y aparecer en la televisión. Más tarde fue maltratada por su padre, el sargento de policía Ramón Lobos,[11] quien se negaba a aceptar su condición de género.[3] Físicamente, Cleopatra es descrita como una negra de un metro noventa que usaba una peluca rubia que le daba un aire de «Doris Day de albañilería».[13] Antes se dedicaba a la prostitución, pero decidió dejar esa vida de lado y convertirse en la líder y guía del barrio hacia la salvación luego de iniciar el contacto con la Virgen María,[17] quien le susurra los distintos cambios que han de hacerse en El Poso.[14]

- Qüity: es una periodista de crónica roja de 35 años que emprende una investigación sobre los hechos alrededor de Cleopatra,[11] pero que termina enamorándose de ella.[17] Su verdadero nombre es Catalina, aunque todos la conocen como Qüity.[18] La primera vez que llega a El Poso ingresa con miedo de ser asaltada, sensación que mantiene hasta que un hecho traumático la lleva a sentirse parte de la comunidad.[8] Junto a Cleopatra decide hacerse cargo de un niño del que se encariña, pero queda devastada cuando el niño es asesinado durante la masacre perpetrada por los policías. Luego de mudarse junto a Cleopatra a Miami queda embarazada de ella y deciden formar una familia.[7]

- Daniel: es un fotógrafo compañero de Qüity que trabaja para la Secretaría de Inteligencia del Estado de Argentina. Fue además quien le presentó a Cleopatra a Qüity.[18]

## Composición

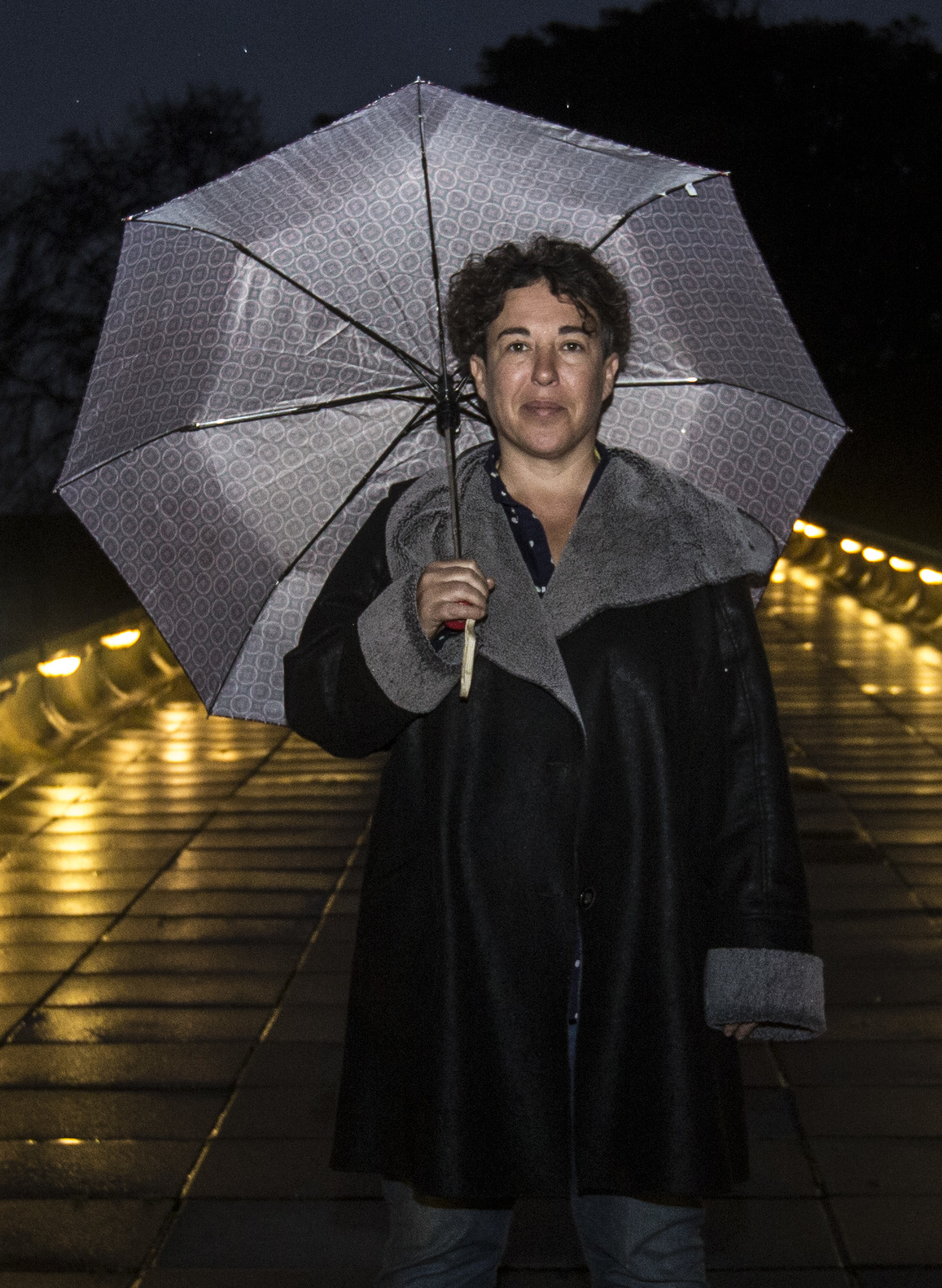
Gabriela Cabezón Cámara en 2016

Cabezón Cámara escribió la novela durante los ratos libres que le dejaba su trabajo como diagramadora de medios de comunicación. Según ha afirmado, su idea original era crear una obra que retratara el capitalismo de la época de la presidencia de Carlos Menem y los años inmediatamente posteriores, a través de la historia de una villa miseria constantemente vigilada por cámaras de seguridad. Sin embargo, la novela tomó un giro cuando empezó a escribir la voz del personaje de Cleopatra, que nació como un homenaje a una amiga suya travesti llamada Paula que fue asesinada durante su juventud. Esto la llevó a replantear varios aspectos de la novela y a darle más énfasis a temas como la opresión y la organización colectiva en la versión final de la obra.
Un primer fragmento del borrador de la novela apareció como un relato corto titulado La hermana Cleopatra en la antología Una terraza propia, publicada en 2006 por la editorial Norma.
El título del libro hace referencia al apodo que recibe la Virgen de El Poso y que se origina de la locución «cabecitas negras». La misma, usada por algunos para denominar a los habitantes de la villa en la novela, fue creada en la década de 1940 en Buenos Aires por las clases pudientes argentinas para designar de forma peyorativa a las personas de ascendencia indígena que migraban en busca de trabajo. En la actualidad la expresión sigue siendo utilizada, así como el término derivado «cabeza», como forma despectiva de referirse a la clase proletaria o a personas no caucásicas.

## Estructura y estilo
El texto de la obra se presenta en forma de un supuesto manuscrito escrito por Qüity durante su estancia en Miami con Cleopatra, quien a lo largo del texto realiza anotaciones y da su versión de varios de los eventos en un registro semántico propio. Estructuralmente, la novela se encuentra dividida en 25 capítulos y un epílogo, de los cuales 20 están narrados por Qüity —en adición al epílogo— y 5 por Cleopatra. El título de cada capítulo incluye el nombre de la narradora del mismo, además de una frase perteneciente a algún discurso representativo de su contenido. Nueve de los capítulos inician con un epígrafe en verso.
La prosa de Cabezón construye la atmósfera de la historia a través de la mezcla del género poético con lenguaje popular, jerga de barrios marginales, frases en espanglish y constantes alusiones a géneros musicales como la cumbia o el reguetón. Los fragmentos en que Cleo habla con la Virgen están escritos en un lenguaje más formal, calificado en la novela como «medieval», con múltiples referencias a la Odisea y otros textos clásicos, lo que unido al lenguaje empleado por el resto de personajes forma un estilo que en la novela es bautizado como «lengua cumbianchera», un ejemplo del cual se puede identificar en el siguiente fragmento:

Aguanta, Virgen Cabeza, que esta Catedral miseria is a very serious thing aunque una fiesta sin fin de pura merca y cerveza nos tenga de la cabeza.

Existen diferencias marcadas entre el registro narrativo de Qüity y el de Cleopatra. Mientras la primera tiene un estilo semejante a la crónica periodista y a la novela negra, siempre dando explicaciones racionales a los hechos, Cleopatra utiliza un lenguaje mucho más animado e informal, además de incurrir con frecuencia en errores ortográficos, como el agregar una «s» al final de la segunda conjugación de verbos en pretérito perfecto simple (como en el caso de contastes en lugar de contaste, o escribistes en vez de escribiste).
Otra particularidad del estilo de la novela es el uso del humor para describir escenas trágicas, lo que le da un aire fársico a la narración. Se caracteriza además por la adopción de lenguaje explícito al explorar la sexualidad de los personajes, con descripciones que toman rasgos hiperbólicos y obscenos como forma de retratar la crudeza del ambiente en que se desenvuelven los personajes, como se ilustra a continuación:

Quise la poronga de Cleo como no había querido ninguna otra antes (...) me acomodó con las piernas abiertas sobre su falda y se la levantó apenas y me entró en la concha con ese porongón que tiene y que me pareció hecho a medida para mí y yo me dejé coger y me la cogí.

## Temas centrales

### Pobreza y exclusión social
Una de las temáticas exploradas en la novela es la realidad de la pobreza y la marginalidad social y su relación con los sistemas de exclusión que los perennizan. Cabezón Cámara utiliza la villa miseria de El Poso como representación de los asentamientos marginales en general para explorar estas ideas. El nombre mismo de la villa hace alusión tanto a pozo, como referencia a las zonas bajas donde suelen ubicarse los asentamientos irregulares, y a poso, en el sentido de residuos o desechos, lo que puede interpretarse como los desechos de la sociedad. Esta exclusión del resto de clases sociales adquiere forma física en la muralla que separa a El Poso de los barrios de mejor clase social de la ciudad, cuya utilidad, según nos indica el texto, además de mantener a los habitantes de la villa separados del resto de la ciudad, servía para invisibilizarlos, y con ellos a la pobreza, de la mirada de las élites sociales:

(...) bajamos de la autopista apenas vimos la villa. Está en la parte más baja de la zona: todo va declinando hacia ella suavemente menos el nivel de vida que no declina, se despeña en los diez centímetros de la muralla, cuyo potencial publicitario la municipalidad no descuidó. Era el último espejo de los vecinos pudientes, la última protección: en vez de ver la villa se veían a sí mismos estilizados y confirmados por los afiches, en la cima del mundo con sus celulares, sus autos, sus perfumes y sus vacaciones. Una pena que tanta plenitud fuera interrumpida por las puertas mugrosas de los pobres.

La obra también muestra la exclusión que sufren las mujeres transgénero en la sociedad a través de la historia de Cleopatra, que solo logra vencer la resistencia social de aceptar su identidad de género cuando falsifica el pasaporte con el que viaja a Miami y donde finalmalmente es reconocida como Cleopatra Lobos. También recuenta sus experiencias en la prostitución, vida a la que fue empujada ante la imposibilidad de conseguir otro tipo de trabajos, como le revela a Qüity: «¿De qué mierda te creés que vivimos las travestis, mi amor? ¿Vos te creés que vas al aviso de secretaria que ponen en el diario y te dicen bienvenida, «señorita»? ¿Viste muchas trabajando en las empresas, vos?»

### Religiosidad popular

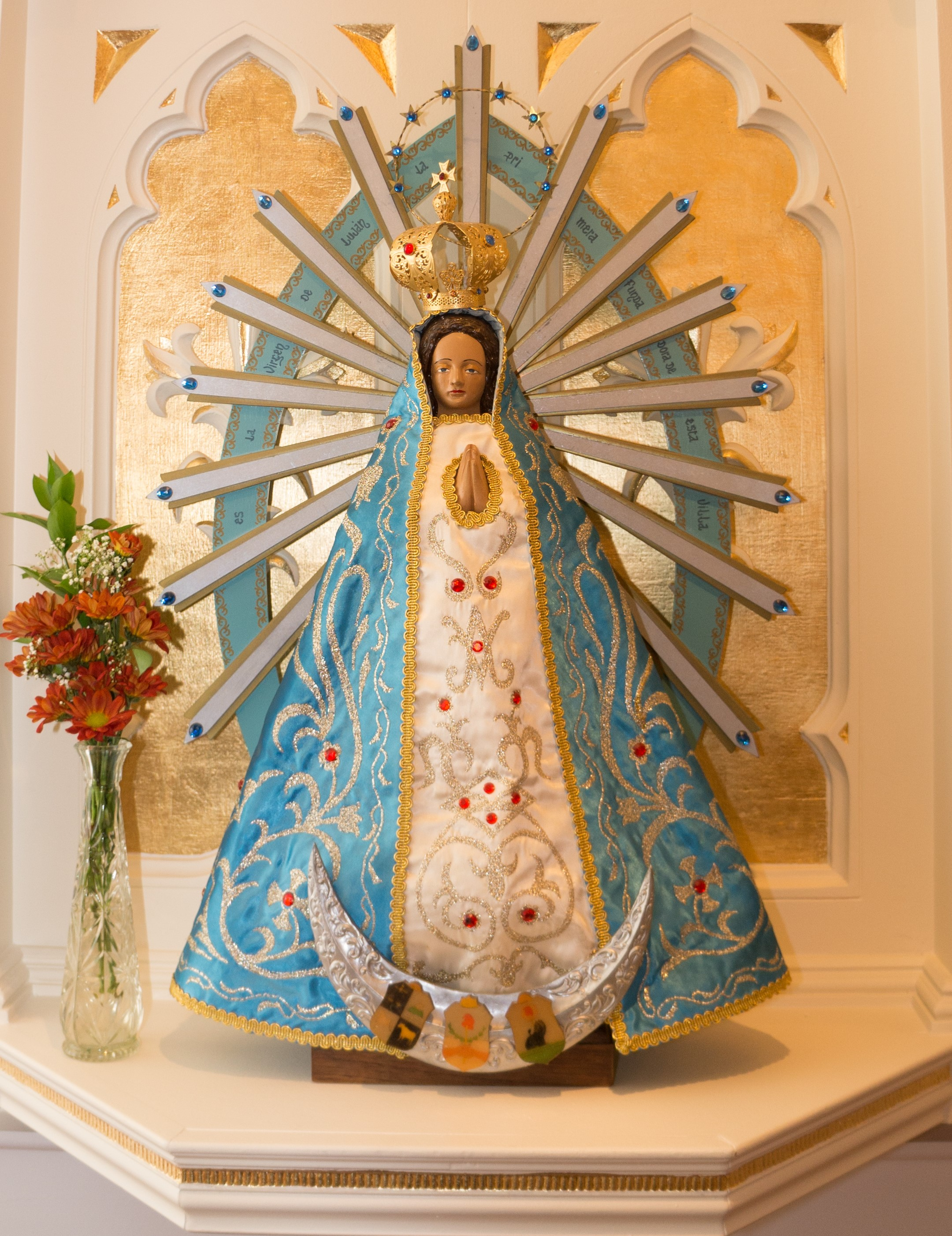
La Virgen Cabeza es comparada con la Virgen de Luján en la obra.

Otro de los temas centrales en la novela es el papel de la religión cristiana en la vida de los sectores marginados. Varias escenas del libro pueden leerse como una reescritura de pasajes bíblicos, entre ellos la detención de Jesús de Nazaret en el Monte de los Olivos, que se ve reflejado en La Virgen Cabeza con la destrucción de El Poso. La idea de un Jesús de Nazaret identificado con los sectores sociales oprimidos tiene una larga tradición en Latinoamérica, aunque en el caso de Cabezón Cámara, estas imágenes son desacralizadas y mostradas como una parte más del panteón de creencias de los habitantes de la villa, sin mayor jerarquía que el resto de referentes populares, como Eva Perón o Susana Giménez. La novela muestra esta influencia de la religión en la vida de los personajes al integrar versículos de la Biblia al habla popular de El Poso. También aparecen referencias religiosas en situaciones de extrema violencia, como es el caso de un versículo del Levítico que es dejado como forma de advertencia junto al cadáver de una mujer asesinada.
La figura de la Virgen María juega un papel importante en la novela. Por un lado, la autora parece mostrar en ella, a través de la parodia, los aspectos negativos del ideal del catolicismo sobre la feminidad: sumisa, devota, distante y acartonada. Sin embargo, el hecho de ser mujer en una religión tradicional y patriarcal, la ubica a la vez en una posición con la que pueden identificarse personas históricamente marginadas, como es el caso de Cleopatra, quien asevera en relación con la Virgen:

(...) es raro que ella, que es Virgen, me haya elegido justo a mí, que me comí más porongas que una geisha centenaria. Ella dice que no sabés lo que era pretender hablar siendo una madre judía soltera de quince años hace dos milenios. (...) un quilombo era, les parecía más tremenda que lo que les parezco yo ahora. Tal vez por eso me eligió a mí, como que se identificó conmigo porque a mí tampoco me querían dejar hablar en ningún lado.

La aparición de la Virgen en un lugar como El Poso, así como el hecho de que se comunicara exclusivamente a través de una travesti dedicada a la prostitución, encarna también la necesidad de una guía y una nueva forma de religiosidad que pueda responder a los problemas de grupos sociales excluidos que no logran identificarse con los credos tradicionales. Como asevera Cleopatra: «A la Virgen le gustamos los negros, Qüity, y las negras también les gustamos y las negras travestis para mí que le gustamos el doble.»

### Colectividad y memoria de los oprimidos
Antes de que Cleopatra se convirtiera en la guía de El Poso, la villa era descrita como «un pequeño Auschwitz» donde «nadie se muere de viejo sino de enfermedades curables y tiros innecesarios». Sin embargo, los exhortos de Cleopatra pronto se convierten en el empujón inicial que genera en los habitantes de la villa un sentido de propósito que les permite emprender proyectos y alcanzar un grado más alto de organización social. La posición de Cabezón Cámara sobre el poder de la colectividad se deja vislumbrar al describir los rápidos cambios positivos que tienen lugar en El Poso como producto de este nuevo sentido de comunidad, los mismos que, a pesar de haber sido iniciados por Cleopatra, eran en realidad el resultado de la unión de los habitantes:

Desde su centro mismo la villa irradiaba alegría. Parecía cosa de la Virgen y Cleo, pero éramos nosotros, era la fuerza de juntarnos.

Pronto empiezan a llegar organizaciones no gubernamentales y periodistas que hablan del «sueño argentino», mientras los habitantes expresan: «cada cosa empezó a parecer parte de un plan, algo con sentido y objetivos».
Sin embargo, tal y como reconoce Qüity, la nueva tranquilidad que vive la villa no elimina el estado de vulnerabilidad en que se encontraban, siempre con el riesgo de que, al igual que los peces que criaban de forma colectiva, vengan otros y «les echen redes y los devoren». Esto finalmente ocurre a causa de la ambición de los grupos de poder, que destruyen el proyecto de paraíso comunal que estaba surgiendo en El Poso, ponen fin a su escalada social e invisibilizan su lugar en la sociedad.
El último punto en que Cabezón pone énfasis es en la necesidad de registrar la historia colectiva de los desposeídos y de quienes se ha tratado de invisibilizar. El propio manuscrito de la novela es presentado como el intento de Qüity por rescatar la memoria de los hechos fatídicos ocurridos en la villa, en donde la narradora empieza por contar los hechos desde el «yo» y progresivamente pasa a encarnar el «nosotros» en el uso de pronombres. La importancia de que estos registros incluyan la perspectiva de los propios excluidos como voceros de sus historias se muestra en las intervenciones de Cleopatra en el manuscrito, que corrige esporádicamente a Qüity y exige contar su versión de los hechos: «…tengo derecho a hacerme escuchar», le deja claro Cleopatra al comienzo de la novela.

## Recepción
La obra fue finalista del premio Memorial Silverio Cañada de la Semana Negra de Gijón a la mejor primera novela negra.
Uno de los puntos más celebrados por la crítica fue el lenguaje empleado por Cabezón Cámara en la obra. Walter Cassara, del diario argentino La Nación, comparó La Virgen Cabeza con el camp y destacó la mezcla de registros narrativos, que, de acuerdo a Cassara, le dieron a la obra mayor libertad expresiva. El escritor español José Luis Muñoz Jimeno se refirió al libro como «una muy buena novela», con una autora que «se convierte en maga de las palabras y hace que el lector participe en su juego delirante y anárquico». Entre los aspectos positivos destacó el lenguaje coloquial empleado por Cabezón y el carácter experimental de la obra. Elogios similares recibió de Mario Alberto Medrano González, en una nota del diario Excélsior, quien además recalcó, entre otros aspectos, «la capacidad de la autora al entramar el lenguaje del arrabal con el poético» y su carácter de reflejo de los problemas políticos de Latinoamérica.
La edición en inglés de la obra, traducida por Frances Riddle, también tuvo una excelente recepción crítica. La reseña de Publishers Weekly la calificó como «alucinantemente buena» y destacó el humor, el ritmo de la narración y las temáticas del libro. En la reseña del diario Morning Star, Leo Boix tildó a Cabezón como una «cronista brillante» y a la novela como un debut «virtuoso». Boix se refirió de forma particular a la construcción de los personajes del bajo mundo argentino y alabó la forma en que Cabezón Cámara mezcló prostitución con mafia, jerga popular, reguetón y abusos en la religión, para formar un retrato detallado de la pobreza y el abandono. Sam Carter, en un análisis para la revista Asymptote, se refirió a la novela como «una exploración de las alternativas de quienes no buscan categorizaciones fáciles ni roles restrictivos».